# Алтамира-ду-Парана
Алтамира-ду-Парана (порт. Altamira do Paraná) — муниципалитет в Бразилии, входит в штат Парана. Составная часть мезорегиона Западно-центральная часть штата Парана. Входит в экономико-статистический микрорегион Гойоэре. Население составляет 6675 человек на 2006 год. Занимает площадь 388,634 км². Плотность населения — 17,2 чел./км².

## История
Город основан 27 апреля 1982 года.

## Статистика
- Валовой внутренний продукт на 2003 год составляет 25 200 987,00 реалов (данные: Бразильский институт географии и статистики).
- Валовой внутренний продукт на душу населения на 2003 год составляет 3692,99 реалов (данные: Бразильский институт географии и статистики).
- Индекс развития человеческого потенциала на 2000 год составляет 0,677 (данные: Программа развития ООН).

## География
Климат местности: субтропический.